# Daniel Salvatierra
Daniel Alberto Salvatierra (Rosario, Santa Fe, 23 de febrero de 1990) es un futbolista argentino que juega como delantero.

## Trayectoria

### Newells
Salvatierra debutó en Newells en el año 2010. Con la camiseta de la lepra jugó hasta 2011.

### Atlético Tucumán
Para la temporada 2011/12 se mudó a San Miguel de Tucumán para sumarse a Atlético Tucumán.

### Coronel Aguirre
En 2013 volvió a Santa Fe, para jugar en Coronel Aguirre. Con el equipo santafesino hizo un gran torneo en el Argentino B y llegó a ser una de las revelaciones del torneo.

### Unión de Sunchales
Luego de su gran rendimiento, en Coronel Aguirre, llegó como refuerzo a Unión de Sunchales de cara a la temporada 2013/14. En su primera temporada obtuvo el ascenso al Federal A. Tuvo una segunda etapa en el club desde 2016 hasta 2017.

### Tiro Federal
Luego de su ascenso con el equipo de Sunchales, llegó a Tiro Federal. En el tigre tuvo un breve paso.

### Sportivo Las Parejas
En 2017 llegó a Sportivo Las Parejas. Su primera etapa en el lobo duró hasta 2022 y a través de estos años disputó más de 100 partidos con la camiseta de Sportivo.

### Sarmiento de Resistencia
En 2023 viajó a Chaco para sumarse a Sarmiento de Resistencia, club en el que jugó un año.

## Clubes
| Club                     | País      |
| ------------------------ | --------- |
| Newells                  | Argentina |
| Atlético Tucumán         | Argentina |
| Coronel Aguirre          | Argentina |
| Unión de Sunchales       | Argentina |
| Tiro Federal             | Argentina |
| Sportivo Las Parejas     | Argentina |
| Sarmiento de Resistencia | Argentina |